# Pteronotus macleayii
Pteronotus macleayii là một loài động vật có vú trong họ Mormoopidae, bộ Dơi. Loài này được Gray mô tả năm 1839.